# Pałac Małachowskich w Warszawie
Pałac Małachowskich, także pałac Małachowskiego, pałac Loupia – pałac wzniesiony w stylu barokowym w połowie XVIII wieku, znajdujący się przy ulicy Senatorskiej 11 w Warszawie.

## Opis
Zbudowany w pierwszej połowie XVIII wieku dla Józefa Benedykta Loupia, burmistrza Warszawy, który nabył teren pomiędzy Senatorską a Krakowskim Przedmieściem od rodziny Grzybowskich w 1731. W 1750 rozbudowany i upiększony przez kanclerza wielkiego koronnego Jana Małachowskiego prawdopodobnie według projektu Jakuba Fontany. Pierwotnie posiadał skrzydła boczne ujmujące dziedziniec od strony Krakowskiego Przedmieścia. 
Po sprzedaży pałacu przez Mikołaja Małachowskiego, w latach 1784–1785 na części dziedzińca powstała kamienica nowego właściciela – firmy „Roesler & Hurtig”. Był to jeden z pierwszych w Warszawie domów handlowych z witrynami sklepowymi. Po połączeniu oficynami, kamienica Hurtiga i Roeslera stanowiła z pałacem jedną całość.
Po przebiciu do Krakowskiego Przedmieścia, w 1888 pałac uzyskał nową fasadę od strony ul. Miodowej.
Od 1915 na pierwszym piętrze pałacu miała swoją siedzibę Szkoła Nauk Społecznych i Handlowych, a następnie (do 1927) jej następczyni – Szkoła Nauk Politycznych.
Po zniszczeniach II wojny światowej pałac odbudowano w latach 1948–1949 na podstawie projektu Zygmunta Stępińskiego. Budynkowi przywrócono barokowy wygląd. Później odbudowano kamienicę, jednak bez lewej oficyny, łącznika pomiędzy nią a pałacem, osłaniając w ten sposób jego elewację od strony ul. Miodowej.
W 1965 roku pałac został wpisany do rejestru zabytków
Budynek jest siedzibą Zarządu Głównego Polskiego Towarzystwa Turystyczno-Krajoznawczego i Towarzystwa Polsko-Szwedzkiego.